# Seraphim di Glastonbury
Seraphim di Glastonbury, al secolo William Henry Hugo Newman-Norton (Londra, 27 febbraio 1948), è un vescovo cristiano orientale inglese, dal 1979 primate della Chiesa ortodossa britannica.

## Biografia
Il 9 luglio 1977 fu consacrato vescovo dal cugino Georgius di Glastonbury, a cui succedette poi nel 1979 come primate della Chiesa ortodossa britannica.
Nel 1990 visitò il papa copto Shenuda III di Alessandria, iniziando a preparare l'unione con la Chiesa ortodossa copta, che fu ratificata poi il 6 aprile 1994. Tale decisione provocò un piccolo scisma, da cui si originò la Chiesa ortodossa celtica. Il 19 giugno 1994 Seraphim fu quindi consacrato Metropolita di Glastonbury da Shenuda III.

## Genealogia episcopale
La genealogia episcopale è:
- Patriarca Ignazio Pietro IV
- Vescovo Jules Ferrette
- Vescovo Pelagius I
- Vescovo Theophilus di Claremont
- Vescovo Leon Chechemian
- Vescovo Andries I di Claremont
- Vescovo Jacobus II di Selsey
- Vescovo Basilius Abdullah III
- Vescovo Georgius di Glastonbury
- Vescovo Seraphim di Glastonbury